# Theodor Liebe
Johannes Theodor Julius Liebe, född 24 juni 1823 i Köpenhamn,  död 1893, var en dansk operasångare.

## Biografi
Theodor Liebe föddes 24 juni 1823 i Köpenhamn. Han blev student 1844 och gjorde sin debut 1845 på Det Kongelige Teater som Jacob i operan Joseph av Étienne-Nicolas Méhul. Liebe arbetade ända fram till 1886. Han avled 1893.

Liebe hade en omfångsrik barytonröst. Han spelade bland annat rollerna som Figaro i Barberaren, Seneschallen i Johan från Paris, Masaniello, Eléazar i Judinnan och Fra Diavolo i Fra Diavolo.